# Doroteu de Tir
|  | Per a altres significats, vegeu «Doroteu». |

Doroteu de Tir (grec antic: Δωπόθεος; llatí: Dorotheus) (Antioquia?, ca. 255 - Odessus, actual Varna, Bulgària, 362) va ser un religiós cristià, bisbe. És venerat com a sant per la majoria de confessions cristianes.

## Biografia
Segons la tradició, Doroteu era un prevere i savi d'Antioquia de l'Orontes, que va ser professor d'Eusebi de Cesarea. No obstant això, modernament es creu que Doroteu de Tir i aquest prevere no són la mateixa persona.
Bisbe de Tir, durant la persecució de Dioclecià va ser desterrat, però més tard va tornar a Tir. Va assistir al Concili de Nicea l'any 325, i després va ser novament desterrat, ara a Odissopolis (avui Varna, Bulgària), a la costa del mar Negre, per Julià l'Apòstata. Tenia 107 anys quan el van detenir, el van martiritzar i el van executar, per la seva oposició a l'emperador.
L'esmenta un escriptor cristià anònim del segle vi, que diu que a la seva mort ja tenia més de 100 anys. Diu que va escriure diverses obres teològiques i se'n conserva una: Synopsis de vita et morte prophetarum, apostolorum et discipulorum Domini. No parla de la seu on era bisbe, però, l'obra explica una sèrie de fets fabulosos i poc relacionats amb les seves funcions eclesiàstiques.